# Pyton birmański
Pyton birmański (Python bivittatus) – gatunek węża z rodziny pytonów (Pythonidae); dawniej uznawany za podgatunek pytona tygrysiego (Python molurus).

## Zasięg występowania
Pyton birmański występuje w Azji Południowej (północno-wschodnie Indie, wschodni Nepal, Bhutan i Bangladesz) i Południowo-Wschodniej (Mjanma, Tajlandia, Laos, Kambodża, Wietnam, Indonezja) oraz w południowych Chinach (w tym na wyspie Hajnan). Został introdukowany na Florydę i Portoryko; uznany za gatunek inwazyjny.

## Charakterystyka

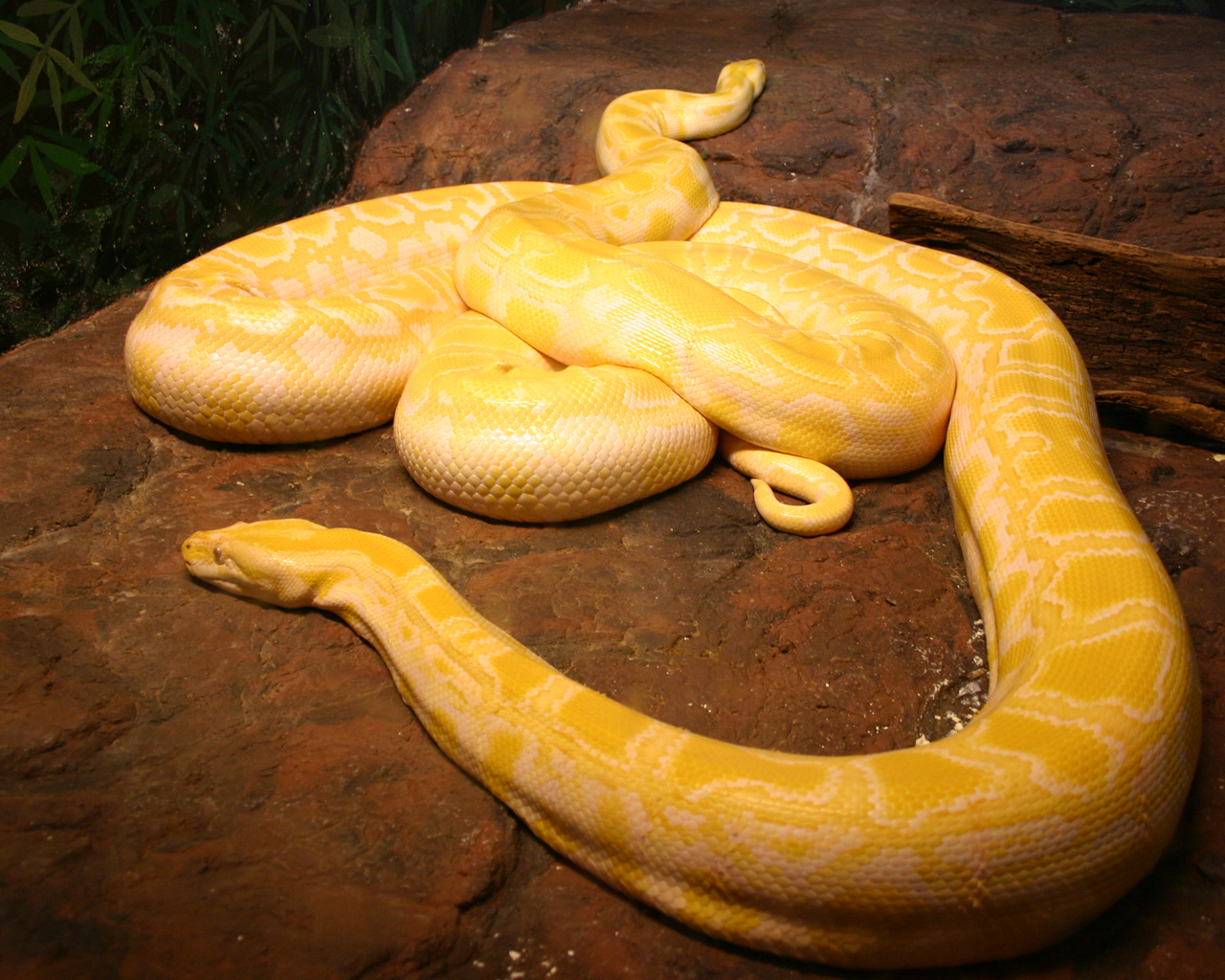
Odmiana albinotyczna

Jeden z największych węży, zazwyczaj osiąga do 3–4 m długości, ale zdarzają się okazy ponad 5-metrowe. Największy osobnik miał 5,79 m długości, ważył 57 kg. Ciemno cętkowany, plamy o atrakcyjnym wzorze. Żyje zazwyczaj w pobliżu wody. W hodowli popularne są również odmiany albinotyczne.
Na Jawie występuje znacznie mniejsza, karłowata odmiana.